# Papa est formidable
Pour plus de détails, voir Fiche technique et Distribution.
Papa est formidable est un téléfilm français réalisé en 2004 par Dominique Baron

## Synopsis
Eric, un “papa“ architecte urbaniste, assure une vie confortable et bourgeoise à sa femme Sonia et à leurs deux fils de 9 et 3 ans, sans oublier Dingo, le chien rigolo, et les grands-parents Paul et Paulette, adorables et farfelus. Mais Eric est soudain confronté au choc du chômage… Les semaines passent… Les indemnités n’arrivent pas… Eric ne retrouve plus sa place dans une corporation sinistrée… La famille doit quitter la grande maison et s’installer dans une HLM de la ville… Rien ne va plus… Enfin presque… Car cette soudaine disponibilité du papa lui permet de redécouvrir, après des années de travail et d’absence professionnelle, qu’il a une femme tendre et courageuse, et des enfants qu’il a trop peu vus… Papa se persuade peu à peu qu’une autre vie est possible, loin de “la France d’en haut“ et qu’une certaine précarité n’exclut pas d’autres formes de bonheur… Mais ce n’est pas l’avis de la maman Sonia, qui prend cela pour un abandon d’Eric. Le couple se dégrade…

## Fiche technique
- Date de sortie : 5 février 2005 France
- Titre original : Papa est formidable
- Réalisateur :Dominique Baron
- Scénariste : Dominique Baron et Laurence Jyl
- Société de production : JLA Productions
- Producteur : Jean-Luc Azoulay,
- Musique du film : Roland Romanelli
- Directeur de la photographie : Dominique Brabant
- Distribution des rôles : Gwendale Schmitz
- Création des décors : Pierre-François Buttin
- Création des costumes : Pascale Arrou
- Coordinateur des cascades : Stéphane Margot
- Genre : Comédie
- Durée : 110 minutes

## Distribution
- Jean-Michel Noirey : Eric, le père de David, un architecte-paysagiste qui se retrouve au chômage
- Micky Sebastian : Sonia, sa femme
- Florian Munoz : David, leur fils de neuf ans
- Claude Gensac : Paulette, la mère de Sonia
- Bernard Haller : Paul, le père de Sonia
- Daphné Baiwir : Sidonie
- Pierre Sevilla : Le petit Thomas
- Franck Adrien : Édouard
- Béatrice Avoine : Irène
- Dany Benedito : Marine
- Régis Van Houtte : Le père de Sidonie
- Louis Lafont : Simon
- Baptiste Chameymond : Pierrot
- Sébastien Bonnet : Agent immobilier
- Léonor Favre-Ducray : Chloé
- Myriam Gagnaire : Présentatrice TV
- Frédérique Gagnol : Secrétaire Notaire
- Magalie Mateci : Vendeuse immobilière
- Dominique Mérot : Annie
- Marie-Claude Vermorel : Assistante sociale